# FORL

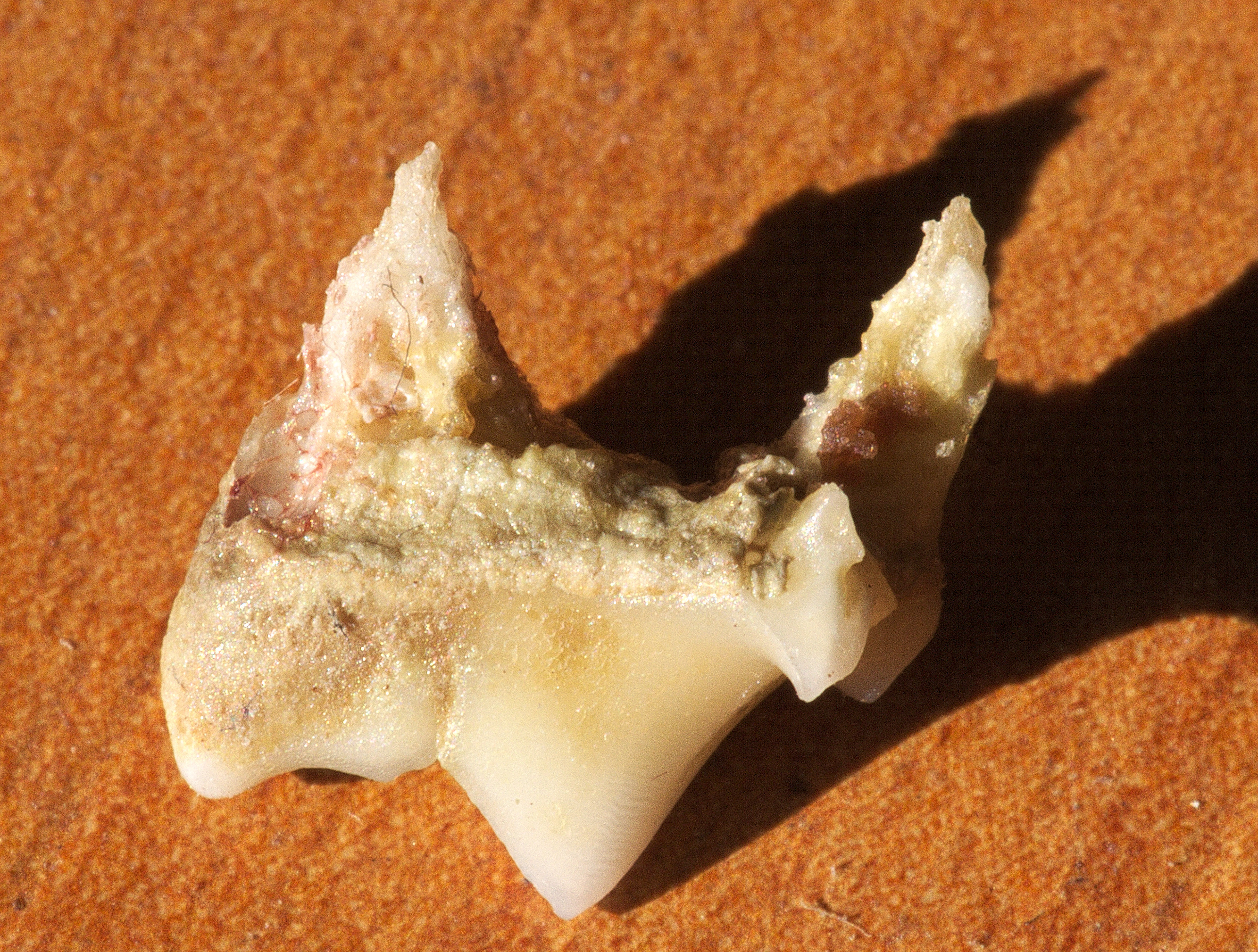
FORL im fortgeschrittenen Stadium

FORL (Feline odontoklastische resorptive Läsionen) sind eine häufige, sehr schmerzhafte Erkrankung der Zähne bei Katzen. Sie ist durch eine Entkalkung der Zahnsubstanz vor allem im Bereich der Zahnhalses durch körpereigene Zellen, die Odontoklasten, gekennzeichnet. Veraltete Bezeichnungen für diese Erkrankung sind neck lesions und Katzenkaries.
Die Erkrankung kommt bei 25–30 % (Prävalenz) der Hauskatzen vor, bei Katzen über fünf Jahren ist jede zweite betroffen.

## Ätiologie und Pathogenese

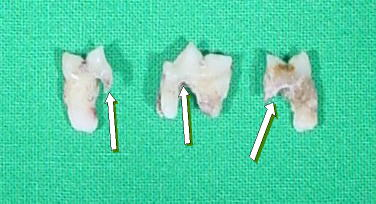
Durch FORL geschädigte Zähne (Pfeile)

Die Ursache (Ätiologie) der FORL ist immer noch nicht endgültig geklärt. Neuere Untersuchungen gehen davon aus, dass es sich um eine Störung des Calcium-Gleichgewichts im Körper handelt. Die Erkrankung tritt bei verminderter Calciumaufnahme oder niedrigem Calcium/Phosphor-Verhältnis in der Nahrung gehäuft auf. Hierdurch wird eine vermehrte Bildung von aktiviertem Vitamin D3 (1,25-dihydroxycholecalciferol) ausgelöst, welches zu einer Mobilisierung von Calcium und Phosphor aus den Hartsubstanzen führt. Auch hormonelle Störungen (z. B. die Hormonumstellung nach einer Kastration mit Osteoporose) können beteiligt sein. Nach Zetner sind vor allem Entzündungen des Zahnhalteapparats und des Zahnfleisches ursächlich beteiligt. Warum diese Mineralstofffreisetzung primär aus den Hartsubstanzen der Zähne und weniger aus den Knochen erfolgt ist allerdings ungeklärt. 
Durch Zytokine (Interleukin-1α und β, Interleukin-3, Interleukin-6, Tumornekrosefaktor) werden Odontoklasten (Dentinoklasten) aktiviert. Diese beginnen zumeist zunächst im Zahnhalsbereich am Übergang von Zahnschmelz zum Zahnzement mit dem Abbau des Dentins. Dies führt zu einer zunehmenden Aushöhlung des Zahns. Durch Zerstörung des Zahnhalteapparats wird die stoßbrechende Schutzwirkung dieser Struktur aufgehoben.
Es kommt aber zu keiner bakteriellen Beteiligung und auch die angrenzenden Dentinbereiche sind unverändert, weshalb der Begriff „Katzenkaries“ unangebracht ist.

## Formen

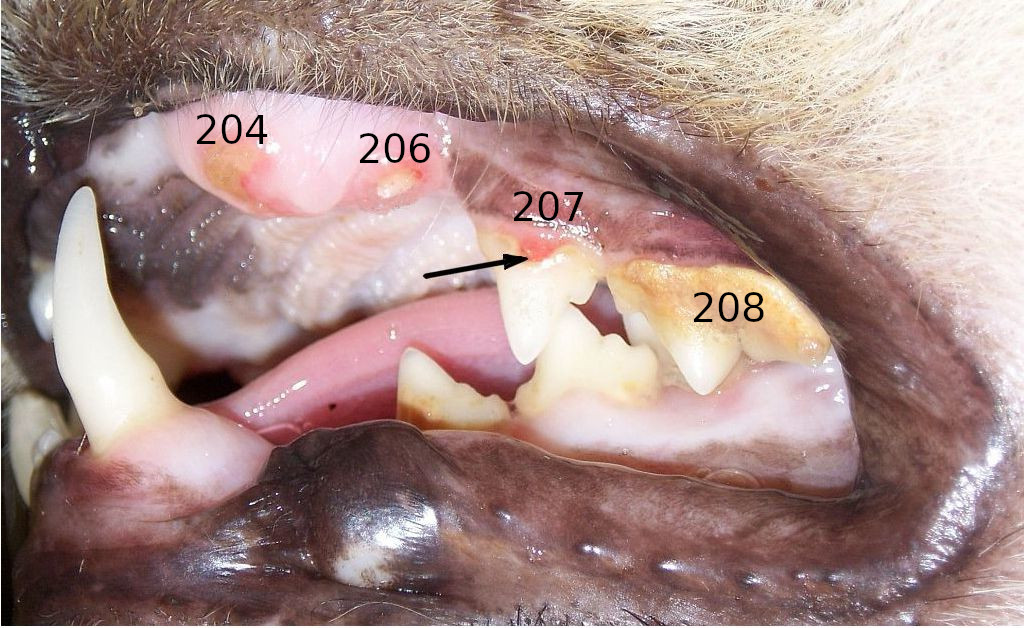
FORL Typ 2 (Pfeil) am zweiten Prämolar oben links (207 nach Triadan). Der Caninus (204) und erste Prämolar (206) sind bereits abgebrochen und das Zahnfleisch ist deutlich hypertrophiert, am dritten Prämolar (208) deutlicher Zahnstein.

Man unterscheidet derzeit drei Formen der felinen odontoklastischen resorptiven Läsionen. In allen Fällen ist die Zahnpulpa („Zahnmark“) mit ihren Nervenfasern noch vital, weshalb diese Prozesse sehr schmerzhaft sind. Daraus resultiert häufig eine verminderte Futteraufnahme (Anorexie), Kopfschütteln, Kopfschiefhaltung (Torticollis), Knirschen mit den Zähnen und übermäßige Zungenbewegungen. Eine vermehrte Speichelbildung (Hypersalivation) kann ebenfalls auftreten. Manchmal wird Trockenfutter vor Feuchtfutter bevorzugt, da ersteres schnell im Ganzen abgeschluckt werden kann und chemisch weniger reizend auf die Läsionen wirkt. Die Veränderungen sind häufig symmetrisch. Besonders häufig sind der dritte Prämolar und der erste Molar des Unterkiefers sowie der vierte Prämolar des Oberkiefers betroffen.

### FORL Typ 1
FORL Typ 1 entsteht meist zusammen mit Entzündungen der Mundhöhlenschleimhaut (Stomatitis) und des Zahnhalteapparats (Parodontitis), häufig verbunden mit Zahnbelag und Zahnstein. Bei diesem Typ finden, neben der Veränderung an den Zähnen, auch Abbauvorgänge an den Zahnfächern statt. Der Bereich der Zahnkrone ist in der Regel nicht betroffen, die Zahnfleischfurche (Sulcus gingivalis) und der Periodontalspalt bleiben apikal (in Richtung Zahnwurzel) der Läsion erhalten.
Das Zahnfleisch ist stark gerötet, ödematisiert und eventuell treten Zubildungen (Hyperplasie) des Zahnfleisches auf. Die eigentlichen Läsionen am Zahnhals sind daher meist nicht sichtbar. Die Diagnose kann anhand einer Sondierung der Zahnfleischfurche und der Anfertigung einer Röntgenaufnahme gestellt werden. Letztere zeigt einen Knochenabbau in Zahn und Zahnwurzel.

### FORL Typ 2
FORL-Typ-2-Läsionen entstehen zunächst ohne entzündliche Beteiligung, obwohl im weiteren Verlauf eine Parodontitis entstehen kann. Der Zahnabbau findet ohne einen Umbau des Zahnfachs statt. Durch Umbauvorgänge und Verwachsungen geht die Zahnfleischfurche verloren. Im Gegensatz zum Typ 1 finden sich in der Regel auch Reparaturvorgänge mit Ablagerung von Ersatzgewebe.
Bei dieser Form erscheinen klinisch daher die Zähne zunächst gesund und allenfalls kleine, örtlich begrenzte Zahnfleischentzündungen sind sichtbar. Erst mit der weiteren Aushöhlung des Zahns und eventuellen Ausbrüchen der Zahnkrone werden die Prozesse sichtbar. Bei der Röntgenuntersuchung ist der Knochenabbau in Zahn und Zahnwurzel sichtbar. Die Zahnfleischfurche lässt sich nicht sondieren.

### FORL Typ 3
Beim FORL Typ 3 treten Typ-1- und Typ-2-Läsionen gleichzeitig an einem Zahn auf.

## Diagnose und Differentialdiagnose

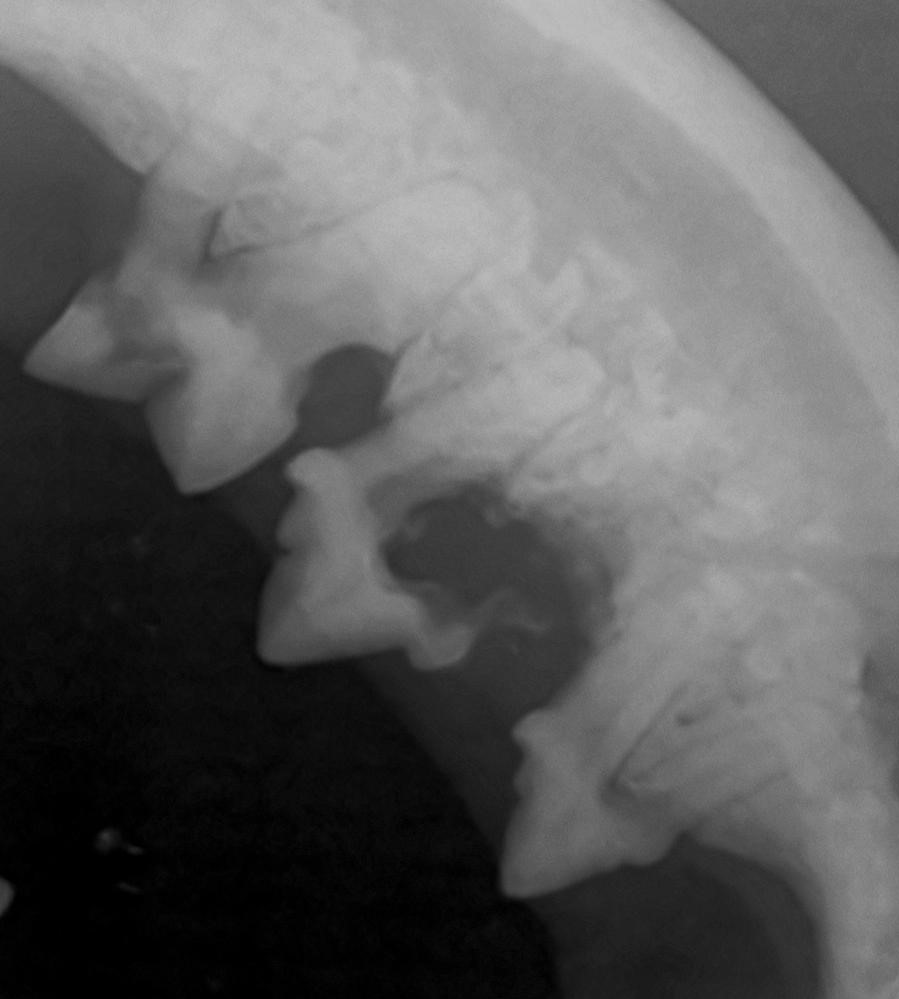
Röntgenaufnahme von FORL in verschiedenen Stadien in einem Katzengebiss.

Die Diagnose kann anhand des klinischen Bildes, der Sondierung und einer Röntgenuntersuchung gestellt werden. Bei der Sondierung mit einer scharfen Sonde zeigen Katzen das typische, auf Zahnschmerzen hinweisende Zähneklappern („Chattering“). Es ist zu beachten, dass zum röntgenologischen Nachweis ein Dichteunterschied zwischen normalen Zahngewebe und Läsion von 40 % notwendig ist, Frühstadien also übersehen werden können.
Differentialdiagnostisch muss vor allem die feline Gingivostomatitis abgeklärt werden, bei der es ebenfalls zu starken Entzündungen des Zahnfleischs, jedoch nicht zu Abbauvorgängen an der Zahnsubstanz kommt. Beide Krankheiten können jedoch gleichzeitig vorkommen.

## Therapie
Konservative Behandlungen mit Auftragen von Fluorlack sowie Zahnfüllungen werden heute nicht mehr empfohlen. Die einzig sinnvolle Therapie ist die Extraktion betroffener Zähne. Diese führt zwar zum Verlust der betroffenen Zähne, beseitigt aber die schmerzhafte Ursache. Begleitet wird die Extraktion mit einer Gabe von Schmerzmitteln und zumeist auch von Antibiotika. 
Bei FORL Typ 1 ist auf eine vollständige Entfernung aller Zahnanteile zu achten, es dürfen keine Reste der Zahnwurzeln im Zahnfach verbleiben, da sie die Entzündung aufrechterhalten können. Gegebenenfalls muss die Extraktion operativ erfolgen. Anschließend muss eine Behandlung der Parodontitis durchgeführt werden. Bei FORL Typ 2 ist die vollständige Extraktion aufgrund der Verwachsungen zumeist unmöglich. Hier wird in der Regel nur die befallene Zahnkrone entfernt („Kronenamputation“) und die Wurzel im Zahnfach belassen. Anschließend wird die Wunde mit einem Zahnfleischlappen abgedeckt. Voraussetzung ist, dass die Zahnwurzel bereits Abbauprozesse zeigt, weil diese nach der Abdeckung zu einer vollständigen Resorption der Wurzel beitragen.
Wenn sich Fütterungsfehler ermitteln lassen, ist selbstverständlich eine Futterumstellung oder die Zugabe von Calcium angezeigt. Auch eine eventuelle Osteoporose muss behandelt werden, um ein weiteres Fortschreiten der Prozesse zu verhindern.